# تپه گئورقلعه
تپه گئور قلعه در شهرستان نمین، بخش عنبران، روستای عنبران واقع شده و این اثر در تاریخ ۲۴ تیر ۱۳۸۲ با شمارهٔ ثبت ۹۱۵۴ به‌عنوان یکی از آثار ملی ایران به ثبت رسیده است.